# تپه داوودآباد
تپه داوود آباد مربوط به سده‌های متاخر دوران‌های تاریخی پس از اسلام است و در شهرستان اراک، بخش مرکزی، شهر داوود آباد واقع شده و این اثر در تاریخ ۲۶ اسفند ۱۳۸۷ با شمارهٔ ثبت ۲۶۰۹۲ به‌عنوان یکی از آثار ملی ایران به ثبت رسیده است.